# Hans Raspe (Bergmeister)
Hans Raspe war ein Beamter der sächsischen Wettiner. Er wurde 1472 zum Bergmeister auf dem Schneeberg im Erzgebirge ernannt und war maßgeblich an der dort erfolgten Entwicklung der Bergstadt Schneeberg beteiligt, wobei er Unterstützung durch den Hauptmann Martin Römer und später vom Hauptmann Ritter Heinrich von Starschedel erhielt. Mit Letzterem legte er ab 1483 den Filzteich an.